# Thorkel di Namdalen
Thorkel di Namdalen (fl. IX secolo) è stato un jarl di Namdalen (Norvegia), vissuto nella seconda metà del IX secolo.
Thorkel sposò Hrafnhilda, figlia di Ketil Trout di Hrafnista. Loro figlio, che prese il nome di Ketil Trout dal nonno, divenne uno dei personaggi più importanti durante la colonizzazione dell'Islanda. Tramite Ketil Thorolf fu il nonno di Hrafn Haengsson, primo lögsögumaður d'Islanda.